# کوروت-۱
کوروت-۱ یک ستاره است که در صورت فلکی تک‌شاخ قرار دارد.